# Sekretarivka, Odesa
Sekretarivka (în ucraineană Секретарівка, în germană Georgental) este localitatea de reședință a comuna Vîhoda din raionul Odesa, regiunea Odesa, Ucraina. Satul a fost locuit de germanii pontici.

## Demografie
Componența lingvistică a localității Sekretarivka
     Ucraineană (91,6%)
     Rusă (5,1%)
     Română (1,91%)
     Alte limbi (0,95%)
Conform recensământului din 2001, majoritatea populației localității Sekretarivka era vorbitoare de ucraineană (91,6%), existând în minoritate și vorbitori de rusă (5,1%) și română (1,91%).